# Annik Marguet
Annik Marguet (* 30. Juni 1981) ist eine ehemalige Schweizer Sportschützin und heutige Nachwuchstrainerin. Sie schoss in den Disziplinen Kleinkaliber-Dreistellungskampf und Luftgewehr. Mit 19 wurde sie in die Nationalmannschaft aufgenommen.
Ihre besten Ergebnisse bei internationalen Meisterschaften erzielte sie mit dem Kleinkalibergewehr. Bei der Weltmeisterschaft 2006 wurde sie Zehnte, bei der Europameisterschaft 2007 erreichte sie Platz 9. Mit einem dritten Platz beim Weltcup in Rio de Janeiro 2008 qualifizierte sie sich für die Olympischen Sommerspiele in Peking. Mit Platz 7 beim Weltcup in München schaffte sie auch die Qualifikation für den olympischen Luftgewehr-Wettkampf. Sie erreichte in Peking den 25. Rang im 50-m-Dreistellungsmatch und den 33. Rang im 10-Meter-Luftgewehrmatch. Bei der WM 2010 in München gewann sie überraschend Bronze im 50-Meter-Dreistellungsmatch und sicherte der Schweiz den ersten Quotenplatz für die Olympischen Spiele von 2012 in London. In London erreichte sie den 38. Rang im 10-Meter-Luftgewehrmatch und den 40. Rang im 50-Meter-Dreistellungsmatch.
Ihren letzten Wettkampf bestritt sie 2015 bei der EM in Maribor im 50-Meter-Dreistellungsmatch, wo sie Rang 8 erreichte. Im August 2016 trat sie vom Wettkampfsport zurück und wurde Trainerin.
Annik Marguet ist von Beruf Chemielaborantin und lebt in Matran.